# Tachysphex nigerrimus
Tachysphex nigerrimus är en biart som först beskrevs av Smith 1856.  Tachysphex nigerrimus ingår i släktet Tachysphex och familjen grävsteklar. Inga underarter finns listade i Catalogue of Life.